# Alteutha sewelli
Alteutha sewelli is een eenoogkreeftjessoort uit de familie van de Peltidiidae. De wetenschappelijke naam van de soort is voor het eerst geldig gepubliceerd in 1952 door Krishnaswamy.